# Duved

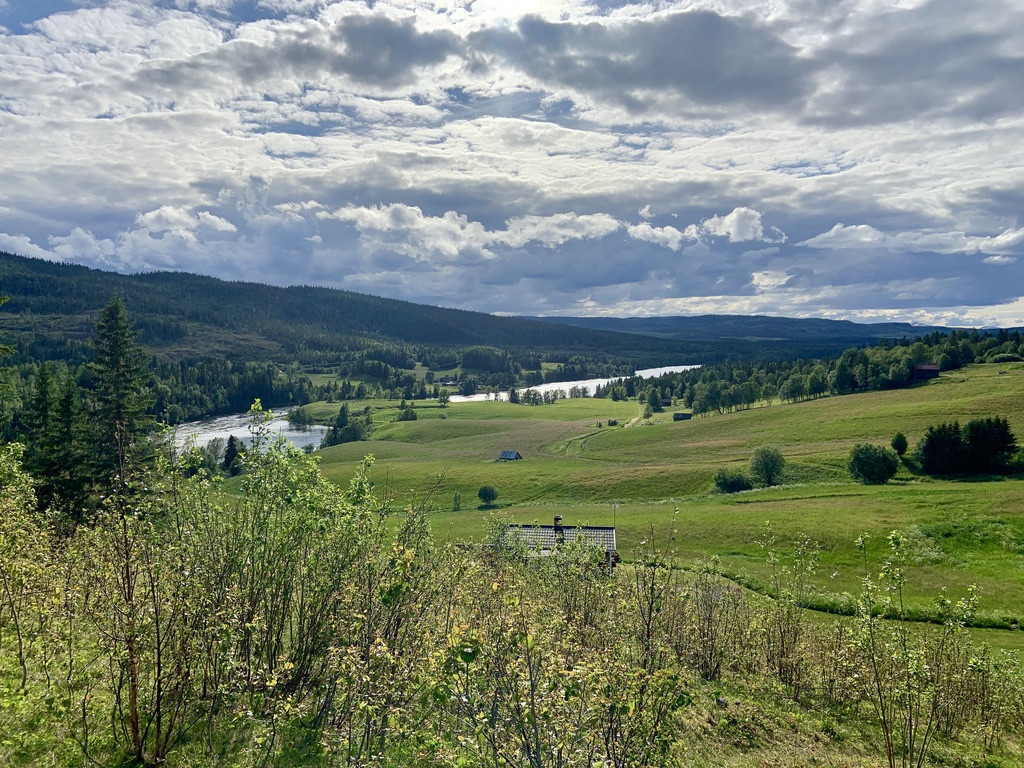
Duveds skans (2020).

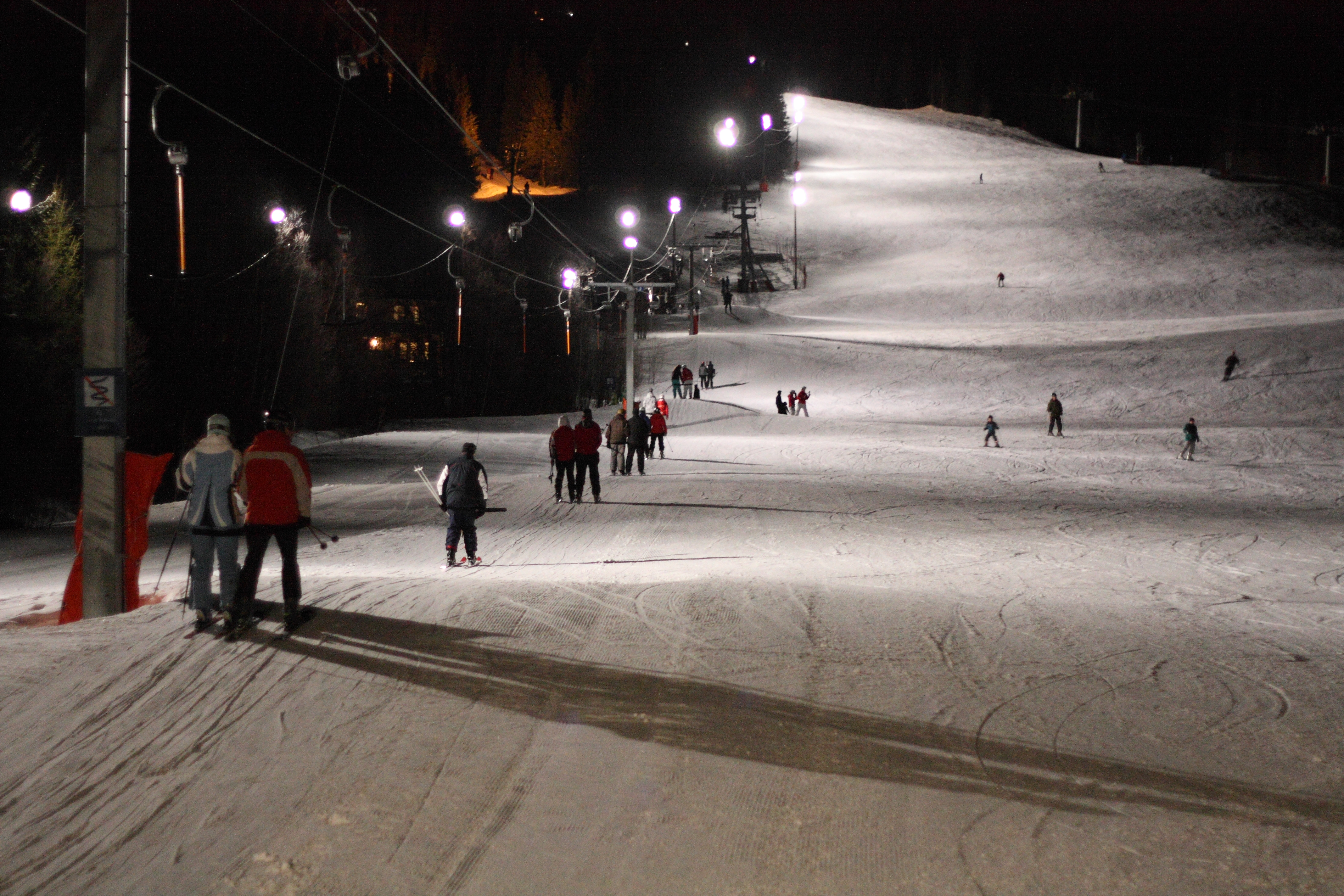
Kvällsskidåkning i Hamre (2009).

Duved är en ort i Åre distrikt (Åre socken) i Åre kommun, västra Jämtland, och en vintersportort som sedan år 1985 ingår i Åres turistdestination med tillhörande lift- och pistsystem. Området avgränsades före 2010 till en tätort, sedan 2015 räknas området till tätorten Åre.
Utifrån den äldre tätortsavgränsningen har Duved närmare 700 bofasta invånare, och de två största områdena för permanent boende är Kvarnbacken och Kyrklägdan. I orten finns bland annat en kyrka av sällsynt arkitektur, skola och sporthall från 1991 belägna mitt emot varandra. Duved har flest pensionat av destination Åres fyra orter; äldst är Pensionat Mullfjället, ett före detta tullhus (Jämtlands läns första) med anor från 1850-talet som i och med ombygge 1896–1918 öppnade för logi (inledningsvis i norsk ägo) till följd av utvecklingen i trakten som Mittbanan innebar.
Sedan 2018 pågår en omfattande samhällsutveckling i Duved som landsbygdsort, där invånarna fått lämna egna förslag på vision inför 2030-talet, och Åre kommuns befolkningstillväxt är en av Sveriges procentuellt största sedan millennieskiftet. Duveds skola med anor från åtminstone 1930-talet enligt Jamtli byggdes om och till 1989 respektive 1999, och var fram till 2009 en lågstadie-/småskola innan även mellan- och högstadium kom till med endast smärre ombyggnader. I de nya byggprojekten ingick således en avsevärt större skolbyggnad – en av kommunens största investeringar någonsin – som invigdes vid starten av höstterminen 2022, med plats för 800 elever.

## Historia
Passagen – edet – förbi nuvarande Forsaforsen gav upphov till efterleden i ortsnamnet (1423 (i) Dufwedhe), och förleden ska ha varit det ljudhärmande namnet på forsen.
S:t Olavsleden löper genom Duveds dalområde som tusentals pilgrimer passerade på sin vallfärd till Nidarosdomen i forna Trondheim, och knappa milen öster om Duved var Åre gamla kyrka från 1100-talets mitt/slut en av de främsta mellanstationerna längs leden. 1894 invigdes Duveds kyrka, den så kallade "träkatedralen" med 900 sittplatser, som fram till 1980-talet hette Åre nya kyrka.

### Duveds skans
Duveds skans, belägen på en kulle vid Indalsälven, tre kilometer väster om Duveds nuvarande centrum, var ett skydd mot framträngande fiender som anlades 1658. (Vid ett utgrävningsarbete av skansen 2009 påträffades ett mynt från 1673.) Den besattes av norrmän, första gången 1677 och andra gången 1808, varefter den raserades 1809. 1717–1718 förstärktes skansarna för att bli karolinernas uppsamlingsplats inför ett anfall mot Norge med avmarsch den 5 augusti 1718, men senare under marschen när vintern anlände blev istället den värsta krigstragedin i Jämtlands historia ett faktum. Till minne av de 4 273 ihjälfrusna soldaterna på Karolinernas dödsmarsch finns ett monument vid bebyggelsen Duvedsby, cirka tre kilometer väster om Duveds centralort, utfört av Ferdinand Boberg och rest den 6 september 1892.

### Alpin historia och utveckling
I början på 1960-talet fanns tre turistpensionat i Duved (dessa var i drift enbart under vissa högtider och skollov – stängda resten av åren), som innefattade totalt 118 gästbäddar. Duved var vid den tiden en "sovande" ort, så sent som år 1963 okänd för en majoritet svenskar (trots närheten, nio kilometer, till Åre by som 1954 arrangerade Alpina VM), och en ytterst minimal del av invånarna befann sig i åldrarna 18–35 år. Stora delar av Åre kommun och övriga Jämtland hade kommit in i en samhällssvacka, men i Duved blev läget så pass allvarligt att flera butiker lades ned och folk skrev på listor för att få behålla konsumbutik och post. Bortsett från det gamla kommunalhuset i gult tegel hade det inte byggts ett enda hus i Duved sedan 1930-talets början, och eftersom bankerna inte vågade låna ut pengar till blivande villaägare gick det heller inte att sälja någon mark.
I början av 1964 anlände den före detta Uppsalabon Arne Wennås till Duved, där han direkt fick anta tjänsten som platschef, efter att två år dessförinnan på en studieresa i USA ha blivit erbjuden att hjälpa till med ett halvfärdigt linbaneprojekt. Wennås såg till att banan stod klar redan till nästkommande vinter (en 1 300 meter lång fast tvåstolslift), och han engagerade en större grupp Duvedsbor att röja upp för Duveds första nedfarter och att trampa snö – vilket blev betydligt enklare när pistmaskinerna tillkom. På inspiration av Wennås besök vid Vinter-OS 1964 i Innsbruck arrangerade han år 1965 så kallade Kalle Anka-tävlingar i utförsåkning i Duved, som deltogs av 70 tävlande ungdomar i finalen efter 2 000 kvalande, och gjorde Duved berömt både i Sverige och Europa. Dessa tävlingar arrangerades en vecka årligen fram till 1970-talets slut, med totalt 20 000 tävlande svenskar och européer om "Kalle Anka-trofén" (1965, 1970 och 1972 stod Ingemar Stenmark som segrare i sina åldersklasser i trofén respektive Kalle Anka Cup). 1974 bestod Duveds liftsystem av linbanan och fyra tillkomna ankarliftar (Dalliften, Mellanliften, Paradisliften samt Västra Paradisliften), plus ett par barn-knappliftar som var på gång, och då hade Duveds anläggning teoretiskt sett den största liftkapaciteten i Sverige. Sedan öppnandet av anläggningen hade Duved lockat till sig en stor del av tidigare Åreturister, eftersom backarna ansågs mer familjevänliga och köerna i Åre alltför långa.
Svenska Skidförbundet gav Wennås en medalj i 50-årspresent (1978), dels för hans insatser inom alpinsporten men framförallt för hur han faktiskt hade lyft Duved "från ett döende samhälle till en plats full av liv och framtidstro". 1978 fanns 1 200 moderna turistbäddar (i början på 1970-talet byggdes stugbyarna Hamre och Duveds Semesterby, vilka då var två av landets största), därefter en snabb tillkomst av såväl sportstugor och villor. 1983 började inflyttningen att öka, samtidigt som två moderna livsmedelshallar och ett större lägenhetsbostadsområde anlades. Istället för att lägga ned posten kunde plötsligt ett nytt posthus byggas, och allt fler invånare i de produktiva åldrarna valde att stanna kvar eftersom de fick jobb.
Duved var tänkt att bli en del i det så kallade Åreprojektet som blev nystartat 1975, men med tiden blev inga pengar tillfördelade. 1980 avgick Wennås som platschef och beklagade att företaget de sista åren dessförinnan inte kunde utveckla anläggningen ytterligare, eftersom den fria liftkonkurrensen hade satts ur spel, men trots detta trodde han fortfarande starkt på bygden och ett framtida gemensamt Åre–Duved (då hans högsta mål var att binda samman Duveds liftsystem med Åres, till ett kontinentalt präglat skidområde). En omorganiserad Duvedsgrupp lyckades ändå att med egen kraft genomföra mycket av vad som föreslogs i Åreprojektet. Elljusspåret med motionsslinga anlades, liksom två moderna tennisbanor. Duvedsgruppen satsade 750 000 kronor (cirka 2 miljoner i penningvärde 2013) till ett konstsnösystem (som hade införskaffats i Åre 1981), vilket togs i drift den 20 december 1982 och därefter anlades fler familjebackar. 1984 återkom Wennås till Duved och satte sig in i utvecklingen genom att vara VD för Duveds fjällbyar.
Tegefjällsprojektet började verkställas 1986, efter det att ÅKAB köpte upp Duveds anläggning till ett gemensamt skidområde med Åre och Åre Björnen (som sedermera blivit kollektivt anslutna med skidbusstrafik). Samma år tillkom också Hamreliften med tillhörande elbelysta backe (se bilden till vänster). Wennås såg till att anlägga vandrings- och turleder över Mullfjället, och även bort mot Åre. Ett aprilskämt blev verklighet i form av en 18 håls golfbana, strax väster om Duved, som invigdes 1990. 
I en olycka den 7 april 1991 lossnade det ena fästet till en stol på linbanan, på grund av rostangrepp inuti ett rör som brast, och de två personerna ombord på stolen föll cirka två meter ned till backen men klarade sig med lindriga skador. Inom två år därefter hade linbanan rivits, varefter två stolar och en liftstolpe placerades utanför backrestaurangen Linbanecafét i historiskt syfte.
År 1998 förnyades det mesta i Duveds skidområde; störst del i detta hade den huvförsedda sexstols-expressliften Duveds linbana med två nya och breddade backar längsmed, och ett "nygammalt" centralt barnområde med två knappliftar (hösten 2014 togs den ena bort permanent). Dessutom byggdes knappliften Byliften med tillhörande nedfart för att, via en tunnel under E14, reducera avståndet mellan Duveds centrala tätort och skidområdet. Dalliften förflyttades och blev begagnat nyanvänd till högzonssatsningen vid Fjällvallen i Tegefjäll. (2001 togs Duveds högzon, Västra Paradisområdet, bort för gott.) Sedan millennieskiftet drivs hela destination Åres skidområde av storföretaget Skistar, med ursprung från Sälen.
År 2005 avled Arne Wennås, och hustrun Monica fick i uppgift att göra en hedersguide åt honom som benämndes "Mr. Duved". Duveds centrala liftars dalstationsområde gavs 2009 namnet "Wennås torg", för en fortsatt hyllning till Arne Wennås.
När destination Åre i juni 2014 tilldömdes att få arrangera Alpina VM 2019 påbörjades en upprustning i Duved inför vintern 2014/2015; Paradisbacken, Skistarbacken och Hamrebacken gjordes till en och samma backe, utrustad med 140 lux stark belysning plus ett högeffektivt nytt snökanonsystem. Detta dels för att kunna ha framtida träningar och kvaltävlingar i Duved, men också för ökad snösäkerhet och förbättrad kvällsskidåkning som flyttats till linbanan från Hamreliften.
Fotnot: Detta avsnitt baseras på material från inramningar (dokument av Monica Wennås och historiska ÖP-artiklar) i värmestugan 2014, vid Duveds 50-årsjubileum som alpinort.

### Befolkningsutveckling
| Befolkningsutvecklingen i Duved 1960–2010 | Befolkningsutvecklingen i Duved 1960–2010 | Befolkningsutvecklingen i Duved 1960–2010 | Befolkningsutvecklingen i Duved 1960–2010 | Befolkningsutvecklingen i Duved 1960–2010 |
| ----------------------------------------- | ----------------------------------------- | ----------------------------------------- | ----------------------------------------- | ----------------------------------------- |
|                                           |                                           |                                           |                                           |                                           |
| År                                        |                                           |                                           | Folkmängd                                 | Areal (ha)                                |
| 1960                                      | 1960                                      |                                           | 316                                       |                                           |
| 1965                                      | 1965                                      |                                           | 317                                       |                                           |
| 1970                                      | 1970                                      |                                           | 319                                       |                                           |
| 1975                                      | 1975                                      |                                           | 304                                       |                                           |
| 1980                                      | 1980                                      |                                           | 390                                       |                                           |
| 1990                                      | 1990                                      |                                           | 553                                       | 98                                        |
| 1995                                      | 1995                                      |                                           | 550                                       | 100                                       |
| 2000                                      | 2000                                      |                                           | 555                                       | 91                                        |
| 2005                                      | 2005                                      |                                           | 637                                       | 95                                        |
| 2010                                      | 2010                                      |                                           | 663                                       | 99                                        |
| Anm.: sammanvuxen med Åre 2015            |                                           |                                           |                                           |                                           |

## Kända personer från Duved
- Julia Messelt (programledare)
- Reine Barkered (Freeride World Tour-vinnare 2012)
- Märta Rosenberg (längdskidåkare)